# Daniël van der Meulen (1554-1600)
Daniël of Daniel van der Meulen (Antwerpen, 23 oktober 1554 - Leiden, 25 juli 1600) was een koopman, stadsambtenaar en diplomaat.

## Biografie
Daniël van der Meulen werd in 1554 geboren als derde zoon van koopman Jan van der Meulen de Jonge (vóór 1520 - ca. 1563) en diens echtgenote Elizabeth Zeghers (ca. 1520 - 1587). Zij kregen daarnaast drie dochters (wier geboortejaren niet exact bekend zijn). Vader Jan overleed dus toen Daniël tien jaar oud was. Zijn broer Andries (1549-1611) werd later zijn compagnon in de zakenwereld.
Vanwege studies en handel bezocht Van der Meulen in de periode vóór 1583 geregeld het buitenland - hij woonde bijvoorbeeld de Vredehandel van Keulen bij in 1579. Voor Antwerpen werd hij in 1583 wijkmeester van de tiende sectie, een functie die hij eind van dat jaar opgaf om een jaar lang de rol van stadsafgevaardigde in de Raad van Brabant en de Staten-Generaal te gaan vervullen.
Van der Meulen trouwde in 1584 met Hester della Faille (ca. 1560 - 1643), telg uit een voorname handelsfamilie, met wie hij in totaal negen kinderen kreeg.
Na de Val van Antwerpen (1585) vertrok hij met zijn gezin naar Bremen om later - eind 1591 - te Leiden te gaan wonen. Hij overleed hier in 1600 en kreeg een graf in de Pieterskerk, vlak bij het graf van mede-Antwerpenaar en vriend Filips van Marnix van Sint-Aldegonde. Er is een uitgebreid archief bewaard gebleven.